# Hana Šromová
Hana Šromová (ur. 10 kwietnia 1978 w Kopřivnicach) – czeska tenisistka.
Tenisistką zawodową była w latach 1997–2014. Należy do grona zawodniczek, które w turniejach z cyklu WTA nie odniosły zwycięstw. Triumfowała w rozgrywkach ITF, zdobywając osiem tytułów indywidualnie i trzydzieści pięć w grze podwójnej. Najwyższe jej miejsca to 87. w singlu (16 czerwca 2006) i 63. w deblu (24 lipca 2006).

## Wygrane turnieje singlowe
|    | Data       | Turniej             | Kat. | ($)    | Naw.   | Finalistka               | Wynik         |
| 1. | 30/01/2000 | Hallandale Beach    | ITF  | 10 000 | twarda | Dawn Buth                | 3:6, 6:0, 6:2 |
| 2. | 24/11/2002 | Zagrzeb             | ITF  | 10 000 | twarda | Nika Ožegović            | 6:2, 7:5      |
| 3. | 18/01/2004 | Dubaj               | ITF  | 10 000 | twarda | Goulnara Fattakhetdinova | 4:6, 7:5, 6:3 |
| 4. | 28/03/2004 | Kair                | ITF  | 10 000 | ziemna | Gabriela Velasco Andreu  | 6:3, 6:1      |
| 5. | 11/04/2004 | Kair                | ITF  | 10 000 | ziemna | Anette Kolb              | walkower      |
| 6. | 30/05/2004 | Stambuł             | ITF  | 10 000 | twarda | Jewhenija Sawranśka      | 6:4, 6:1      |
| 7. | 25/07/2004 | Contamines-Montjoie | ITF  | 25 000 | twarda | Evie Dominikovic         | 6:4, 6:1      |
| 8. | 07/11/2004 | Mumbaj              | ITF  | 25 000 | twarda | Montinee Tangphong       | 6:2, 6:1      |